# Diabetes latente autoimune do adulto

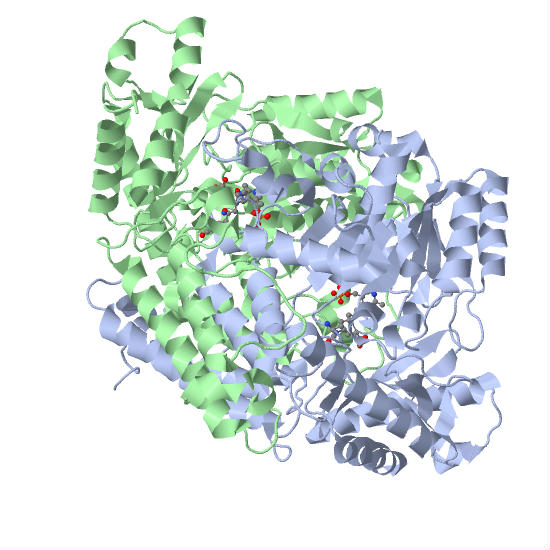
A destruição da descarboxilase do glutamato (foto) por autoanticorpos está fortemente associada à diabetes tipo LADA.

Diabetes autoimune latente do adulto (sigla em inglês: LADA) é uma forma de diabetes mellitus tipo 1 que começa na idade adulta, ao contrário da diabetes tipo 1 clássico que é diagnosticada em menores de 18 anos. Adultos com LADA frequentemente são inicialmente diagnosticados incorretamente como tendo diabetes tipo 2 ou Diabetes MODY com base em sua idade, particularmente se tiverem fatores de risco para diabetes tipo 2, como histórico familiar ou obesidade.
O diagnóstico é tipicamente baseado na hiperglicemia com insulina insuficiente, em vez de resistência à insulina; a detecção de um peptídeo C baixo e de de anticorpos contra as ilhotas de Langerhans sustentam o diagnóstico. A diabetes tipo LADA pode ser inicialmente tratado com os antidiabéticos orais, usados para diabetes tipo 2, após o qual o tratamento com insulina é geralmente necessário, bem como monitoramento regular a longo prazo de complicações.
O conceito de Diabetes tipo LADA foi introduzido pela primeira vez em 1993, embora o Comitê de Especialistas em Diagnóstico e Classificação de Diabetes Mellitus não reconheça o termo, em vez disso, classificando-a como diabetes mellitus tipo 1 tardio. Algumas vezes é chamada não oficialmente de Diabetes tipo 1,5 por ter características da tipo 1 e da tipo 2.

## Sinais e sintomas
Os primeiros sintomas de diabetes autoimune latente do adultos são semelhantes aos de outros tipos de diabetes: polidipsia (sede excessiva), poliúria (micção excessiva), polifagia (fome excessiva), cansaço e visão turva. 
Comparado ao diabetes tipo 1 juvenil que frequentemente começa com um episodio brusco de cetoacidose diabética, os sintomas de LADA se desenvolvem muito mais lentamente durante um período de pelo menos seis meses. 
Enquanto os diabéticos tipo 2 costumam ter sobrepeso, a maioria dos tipo LADA tem IMC normal ou abaixo do normal. É comum perder muitos quilos um ano antes do diagnóstico, pela redução na produção de insulina, essencial para a captação de açúcar.

## Prevenção
Não há formas conhecidas de prevenir o diabetes tipo 1 pela LADA, embora alguns pesquisadores teorizam que ela poderia ser curada em um estágio precoce, antes dos sintomas aparecem, se um diagnóstico fosse feito antes da destruição das células beta pelos auto-anticorpos.

## Tratamento
Cerca de 80% de todos os pacientes com LADA inicialmente são diagnosticados erroneamente como tipo 2 e começam tratamento com antidiabéticos orais, como metformina, com uma resposta razoável, que se torna insatisfatória até se tornam dependentes de insulina dentro de 3 a 15 anos (em media 4 anos). Começar o tratamento o diagnóstico correto e insulina previne complicações.
Um bom controle da glicemia com dieta é essencial para evitar complicações. Perder peso só é útil para controlar a resposta da insulina em caso de sobrepeso ou obesidade, que não são a maioria.